# Yaojiagou (köpinghuvudort i Kina, Shaanxi, lat 34,57, long 107,52)
Yaojiagou är en köpinghuvudort i Kina. Den ligger i provinsen Shaanxi, i den nordvästra delen av landet, omkring 130 kilometer väster om provinshuvudstaden Xi'an. Antalet invånare är 5 958. Befolkningen består av 2 660 kvinnor och 3 298 män. Barn under 15 år utgör 12,0 %, vuxna 15-64 år 77 %, och äldre över 65 år 9,0 %.
Runt Yaojiagou är det tätbefolkat, med 397 invånare per kvadratkilometer. Närmaste större samhälle är Fengxiang Chengguanzhen, 12,8 km väster om Yaojiagou. Trakten runt Yaojiagou består till största delen av jordbruksmark.
Genomsnittlig årsnederbörd är 677 millimeter. Den regnigaste månaden är september, med i genomsnitt 172 mm nederbörd, och den torraste är december, med 1 mm nederbörd.